# بروک-مورتس‌چوشلاگ
بروک-مورتس‌چوشلاگ (به آلمانی: Bezirk Bruck-Mürzzuschlag) یک ناحیه در اتریش است که در اشتایرمارک واقع شده است.